# Брешія
Бре́шія, Брешіа (італ. Brescia) — місто та муніципалітет на півночі Італії, у регіоні Ломбардія, столиця провінції Брешія.
Брешія розташована на відстані близько 450 км на північний захід від Рима, 85 км на схід від Мілана.
Населення — 196 058 осіб (2014).

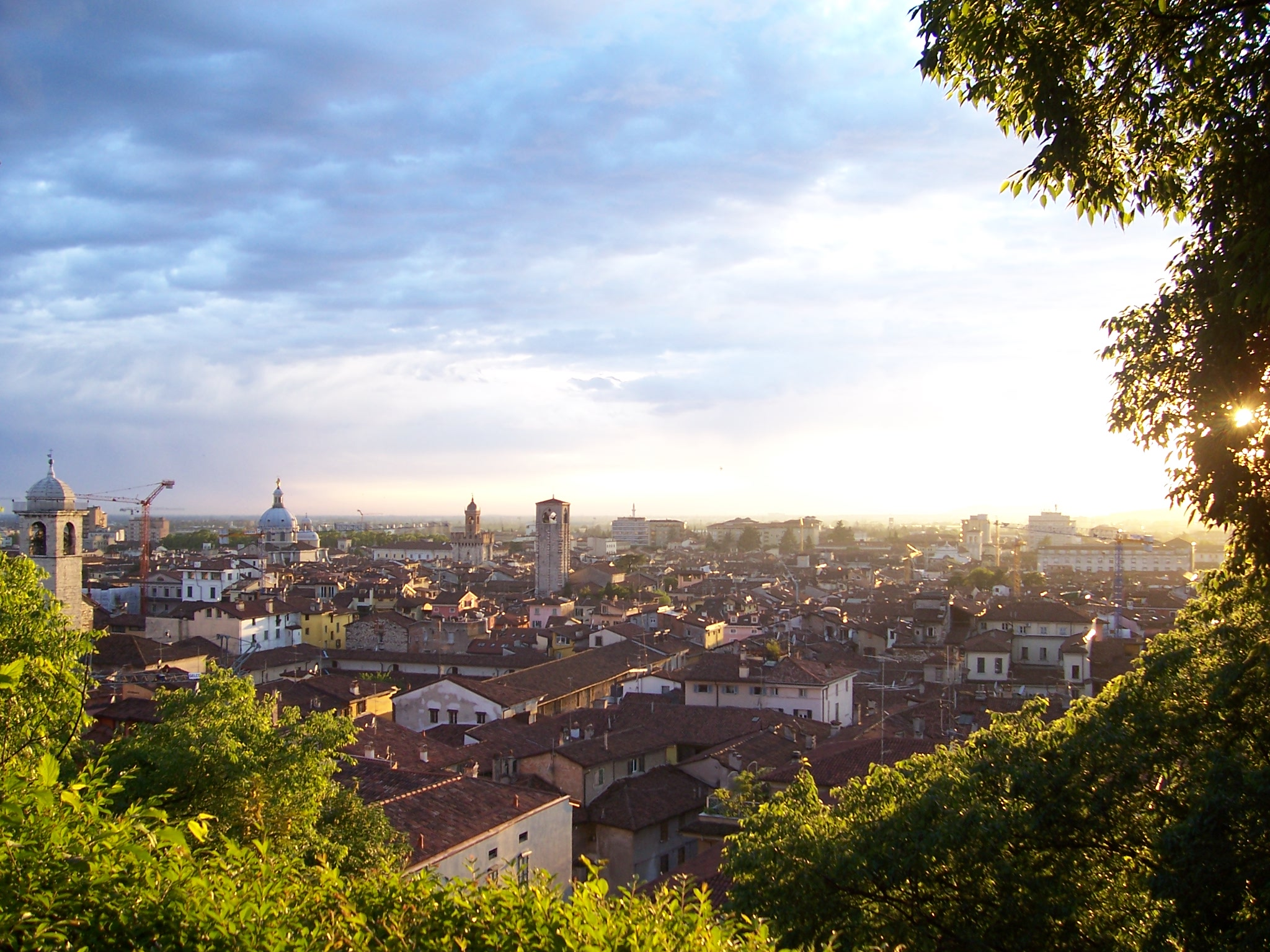
Панорама міста

Щорічний фестиваль відбувається 15 лютого. Покровителі — Святі Фаустино і Джовіта.
Значна промисловість: металургія, авто- і машинобудування; військові, хімічні, текстильні підприємства.
Важливий транспортний вузол на шляхах через Північну Ломбардію та Альпи. Неподалік міста, у Монтік'ярі, розташований аеропорт Брешія.
Стародавнє місто: рештки римського форуму, театру, храмів; пам'ятки архітектури XI—XII століть.

## Демографія
Населення за роками:

Станом на 1 січня 2023 року в муніципалітеті офіційно проживало 36 613 іноземців з 143 країн, серед них 5604 громадяни країн Євросоюзу та 2926 громадян України.

## Уродженці
- Ренато Гей (*1921 — †1999) — італійський футболіст, нападник, згодом — футбольний тренер.
- Моретто да Брешія (1498—1554) — художник доби Відродження.
- Антоніо Бадзіні (1818-1897) — композитор і скрипаль
- Фаустино Боккі (1659—1741) — художник доби бароко, послідовник Арчімбольдо.
- Івано Бонетті (*1964) — італійський футболіст, півзахисник, згодом — футбольний тренер.
- Оскар Даміані (*1950) — італійський футболіст, нападник.
- Тебальдіні Джованні (1868-1952) — італійський композитор і музикознавець
- Аймо Діана (*1978) — італійський футболіст, захисник, півзахисник, згодом — футбольний тренер.
- Давіде Калабрія (*1996) — італійський футболіст, захисник.
- Мікеле Каніні (*1985) — минулому італійський футболіст, захисник.
- Даріо Марколін (*1971) — минулому італійський футболіст, півзахисник, згодом — футбольний тренер.
- Андреа Пірло (*1979) — італійський футболіст, півзахисник.
- Маріо Чеккі Горі (1920—1993) — італійський кінопродюсер і бізнесмен.
- Маріо Рігамонті (*1922 — †1949) — відомий у минулому італійський футболіст, півзахисник.
- Андреа Чистана (*1997) — італійський футболіст, захисник.

## Сусідні муніципалітети
- Боргозатолло
- Боттічино
- Бовеццо
- Кастель-Мелла
- Кастенедоло
- Челлатіка
- Коллебеато
- Кончезіо
- Флеро
- Гуссаго
- Наве
- Реццато
- Ронкаделле
- Сан-Дзено-Навільйо

## Брешіанська школа живопису
Поряд з уславленими Венеційською і Феррарською школами живопису існувала і Брешіанська школа живопису. Вона не дала таких велетнів живопису, як Джованні Белліні, Джорджоне, Лоренцо Лотто, Тиціан чи Тінторетто, що працювали у Венеції. Але менш відомі майстри Брешіанської школи мали свої переваги і їх внесок у мистецтво Італії та світу досить значущий. Серед них — Джироламо Савольдо, Моретто да Брешія, Джироламо Романіно, Джованні Мороні.
Серед незвичних експонатів пінакотеки Тозіо-Мартіненго — картини художника Антоніо Разіо, послідовника уславленого Джузеппе Арчімбольдо, алегорична серія «Чотири сезони».

## Музеї
- Пінакотека Тозіо-Мартіненго
- Єпархіальний музей (Брешія)
- Музей Санта Джулія (Брешія)